# Pierre de L’Estache

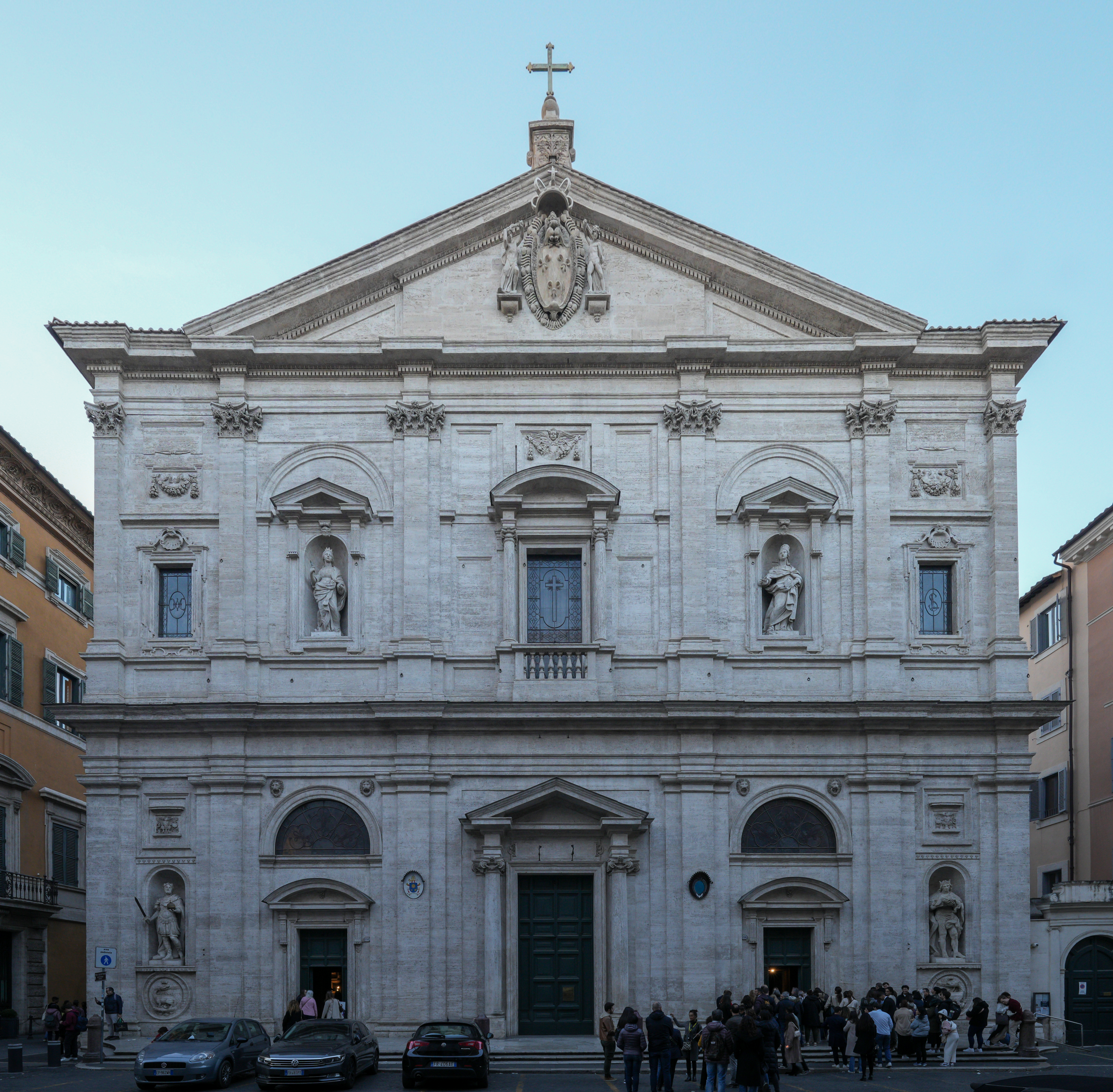
Fassade von San Luigi dei Francesi mit den Statuen von L’Estache

Pierre de L’Estache, auch Pierre Lestache (* um 1688 in Paris; † 28. November 1774 in Rom) war ein französischer Bildhauer.

## Leben
L’Estache ging 1715 auf Betreiben des Herzogs Pardaillan de Gondrin als Stipendiat der Académie royale de peinture et de sculpture nach Rom. Bis auf einen kurzen Aufenthalt in Paris von September 1721 bis April 1722 verbrachte er den Rest seines Lebens in Rom. 1722–25 erschuf er für August den Starken vier Antikenkopien: 1722 Aphrodite Kallipygos, die im Großen Garten in Dresden stand und bei Kriegsende 1945 zerstört wurde, und Antinous-Merkur sowie um 1725 Herkules mit dem Telephosknaben und Silen mit dem Bacchusknaben, die sich in den Staatlichen Kunstsammlungen Dresden erhalten haben.
L’Estache heiratete 1733. Bis 1733 studierte er an der Académie de France à Rome. Im selben Jahr fertigte er ein Relief des Heiligen Andrea Corsini für die Corsini-Kapelle in San Giovanni in Laterano. Von 1737 bis 1738 war er Leiter der Académie de France à Rome.

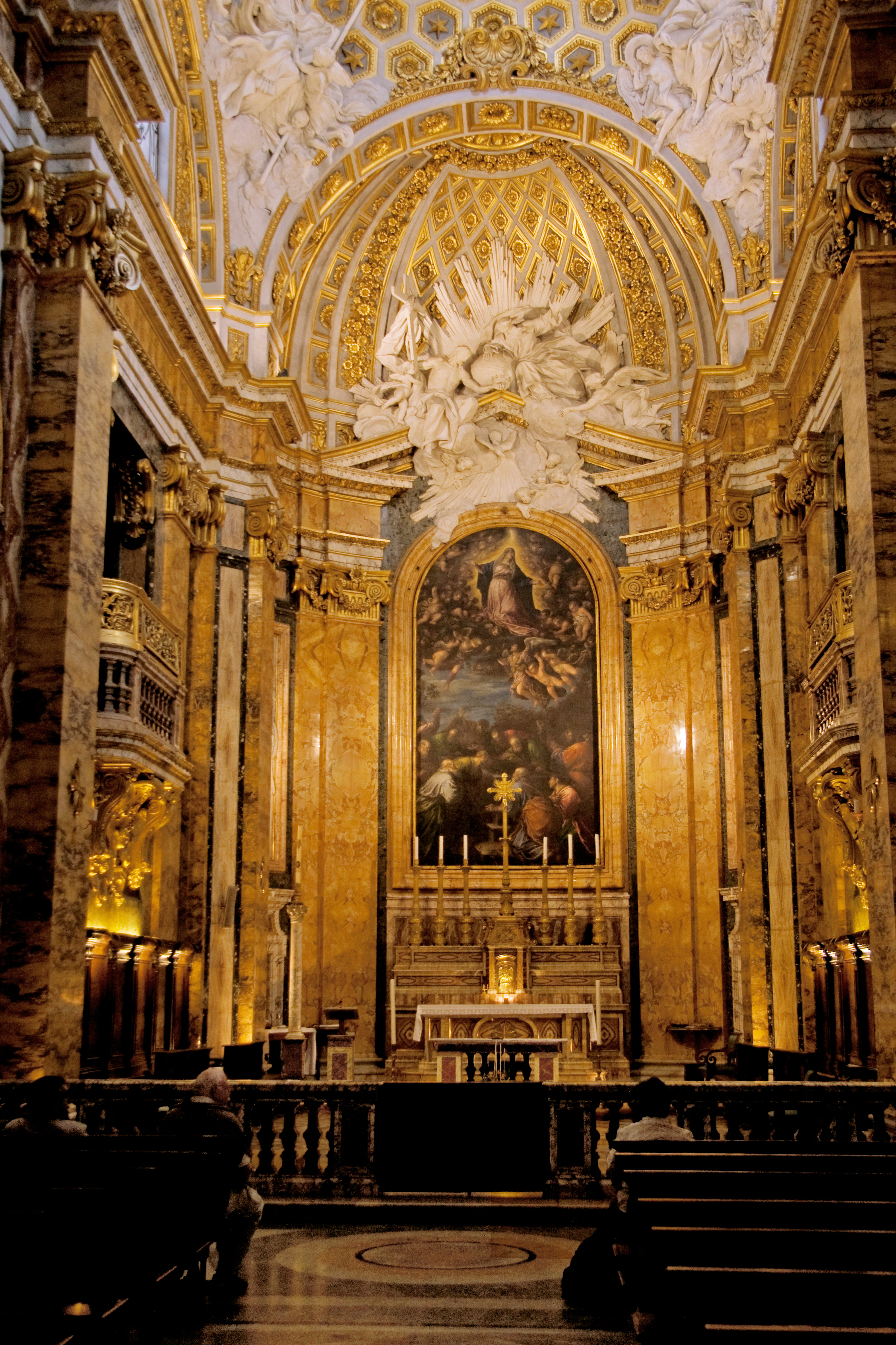
Abschluss des Chors mit den Marmorskulpturen L’Estaches

Melchior de Polignac führte ihn 1725 in die Kongregation San Luigi dei Francesi ein. In deren Auftrag fertigte L’Estache die Büste des Kardinals Henri Albert de La Grange d’Arquien für die Sakristei, das Grabmal von Charles-François Poërson sowie diverse Marmor-Skulpturen im Chor. Eine Büste, die derjenigen des Kardinals ähnelt, schuf L’Estache 1740. Sie befindet sich im Musée Jacquemart-André in Paris und ist das einzige Werk von ihm in Frankreich.
Ab 1740 wohnte L’Estache in einem Palais an der Kirche San Luigi dei Francesi. 1746 schuf er die Statuen von Karl dem Großen, Ludwig IX., Chrodechild und Jeanne de Valois an der Fassade der Kirche. Die vier Statuen aus Travertin gelten laut Lavalle nur als mittelmäßig und nicht als seine besten Werke. Als L’Estache 1774 in hohem Alter verstarb, war er praktisch vergessen.
L’Estache hatte eine Tochter Therèse, die seit dem 1. Dezember 1763 mit dem Architekten und Maler Charles-Louis Clérisseau verheiratet war.